# ۲۹ آوریل
۲۹ آوریل صد و نوزدهمین (در سال‌های کبیسه صد و بیستمین) روز سال در گاه‌شماری میلادی است. ۲۴۶ روز تا پایان سال باقی‌است.

## رویدادها
- ۱۹۴۵ - جنگ جهانی دوم: ونیز اشغال متفقین درآمد.
- ۱۹۴۵ - جنگ جهانی دوم: افتادن اردوگاه داخائو به دست نیروهای آمریکایی و کشتار نگهبانان آن توسط آن‌ها
- ۱۹۴۵ - آدولف هیتلر، پیشوای آلمان و اوا براون با یکدیگر ازدواج کردند.
- ۱۹۷۰ - نیروهای آمریکایی به بهانهٔ تعقیب ویت‌کنگ‌ها وارد کشور کامبوج شدند.
- ۱۹۷۵ - خونتای نظامی حاکم بر اتیوپی تمامی منابع معدنی این کشور را ملی اعلام کرد.
- ۱۹۸۶ - بیش از هشتصد هزار کتاب در کتابخانه‌ای مرکزی لس آنجلس در آتش سوخت.

## زادروزها
- ۱۹۰۷ - فرد زینمان، کارگردان اتریشی
- ۱۹۵۷ - دنیل دی-لوئیس، بازیگر انگلیسی
- ۱۹۷۰ - اوما تورمن، بازیگر آمریکایی
- ۱۹۹۶ - کاترین لانگفورد، بازیگر استرالیایی
- ۱۹۰۷ - چویا ناکاهارا، شاعر اهل ژاپن

## درگذشت‌ها
- ۱۹۸۰ - آلفرد هیچکاک، کارگردان انگلیسی
- ۲۰۲۰ - عرفان خان، بازیگر و رزمی کار هندی

## مناسبت‌ها
- روز جهانی رقص[نیازمند منبع]
- روز جهانی یادبود قربانیان سلاح شیمیایی[نیازمند منبع]
- روز جهانی ایمنولوژی[نیازمند منبع]